# Cespitularia multipinnata
Cespitularia multipinnata is een zachte koraalsoort uit de familie Xeniidae. De koraalsoort komt uit het geslacht Cespitularia. Cespitularia multipinnata werd voor het eerst wetenschappelijk beschreven door Valenciennes. 